# Nannocampus subosseus
Nannocampus subosseus es una especie de pez de la familia Syngnathidae en el orden de los Syngnathiformes.

## Morfología
Los machos pueden alcanzar 9,1 cm de longitud total.

## Reproducción
Es ovovivíparo y el macho transporta los huevos en una bolsa ventral, la cual se encuentra debajo de la cola.

## Hábitat
Es un pez de mar y de clima subtropical que vive entre 3-8 m de profundidad.

## Distribución geográfica
Se encuentra en Australia Occidental.